# 아시아 B버스
아시아 B버스는 아시아자동차에서 생산했던 대형 고속버스 시리즈이다. 미쓰비시 후소의 고속버스 차종을 도입하여 면허 생산을 하였으며, 당시 대한민국 고속버스 시장에서 압도적인 점유율을 기록한 차종이었다.

## 모델

### B905N
1971년에 출시된 차종으로, 미쓰비시 후소의 B905N 차대에 전기형 K11 스탠다드 데커 차체를 사용하여 대한민국에서 면허생산한 차종이다. 미쓰비시 후소의 V8 8DC2(13,273cc, 265ps, 89kgm) 엔진을 탑재하였으며, 대한민국에서 처음으로 대량 생산된 고속버스 차종이며 많은 고속버스회사가 이차량을 구입한 사례가 있다. B905N은 미쓰비시 후소가 당시 회사 최고급형으로 내놓은 차량이며. 아시아자동차가 대한민국에서 면허생산하기 전인 1969년에 대한민국에 최초로 직수입되어 도입된 고속버스 차종이기도 하다. 현재 원조국인 일본에서는 극소수가 운행하고 있는 것으로 전해진다.

### B909S
1976년에 B905N의 후속으로 출시된 차종으로, 미쓰비시 후소의 MS513R 차대에 후기형 K11 스탠다드 데커 차체를 적용해서 대한민국에서 면허생산한 차종이다. 미쓰비시 후소의 V8 8DC8 (14,886cc, 305ps, 104kgm) 엔진을 탑재하였으며 B905N보다 더욱 강력한 성능을 자랑했으며, 당시 동급 최강의 성능을 자랑했다. 종전의 B905N이 11.2M 전장이었지만, B909S는 12M 전장으로 더욱 길어졌다. 후기형 K11 차체가 적용되어서 B905N보다 더욱 둥글어진 외형을 하고 있었으며, 전면에 검은색의 가늬쉬가 적용되었다. 특이하게도 냉방기가 후륜 앞쪽에 위치하고 있다.

### B909L
1981년 8월에 B909S의 후속으로 출시된 차종으로, 미쓰비시 후소의 K-MS615S 차대에 B35 스탠다드 데커 차체를 적용해서 대한민국에서 면허생산한 차종이다. 이때부터 일체식 유리창이 적용되었고 스테인레스 바디 사양이 추가되었으며, 많은 차량들이 스테인레스 바디 사양을 적용하고 출고되었으며, 냉방기는 다시 전륜의 뒤쪽으로 이동하였다. 미쓰비시 후소의 V8 8DC9 (16,031cc, 310ps, 108kgm) 엔진을 탑재하였으며 당시 동급 최강의 압도적인 성능을 자랑했고 당시 운행되는 고속버스의 대다수가 B909L이었다. 이 8DC9 엔진은 후속 차종인 AM919에도 인계되었고 후에 현대자동차에서 D8AY(8DC9-1A) 라는 이름으로 면허생산이 되기도 했으며, 터보챠저나 인터쿨러의 추가를 거쳐 2000년에 파워텍 엔진이 등장하기 전까지 장기간 활용되었다. 1984년에 단종 되었으며, 1985년 2월에 AM919가 후속 차종으로 등장하였다. 위에 서술한 아시아 B버스는 성능, 부품 호환성과 내구성이 우수하다는 장점이 있었다.

## 경쟁 차종
- 신진-히노 RC420TP
- 현대-벤츠 O302/303
- 현대 RB635
- 대우 BH120S

## 사진

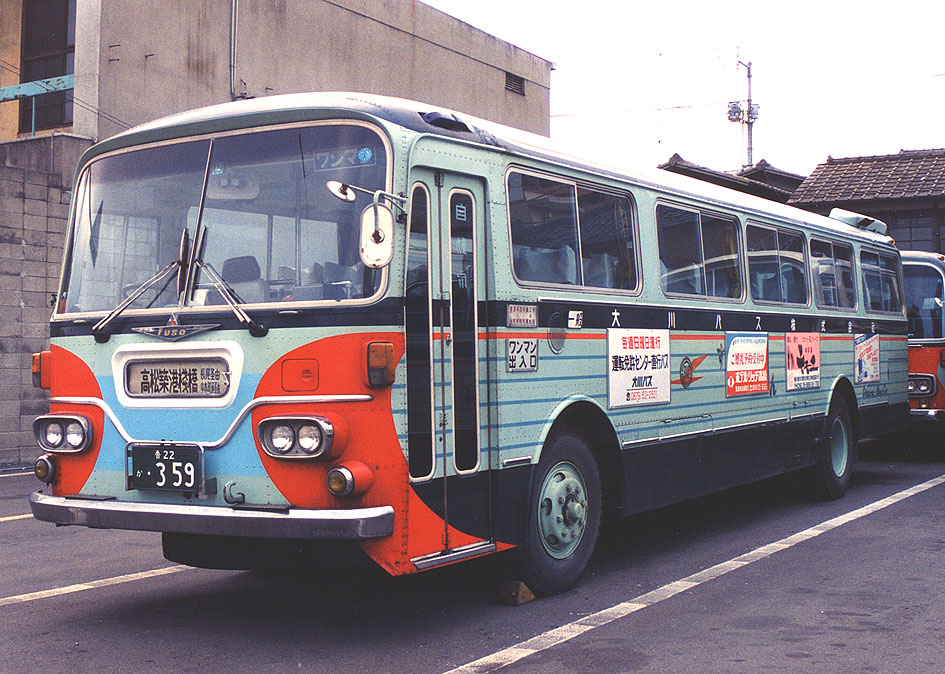
B905N과 같은 타입의 전기형 K11 차체를 적용한 미쓰비시 후소의 버스
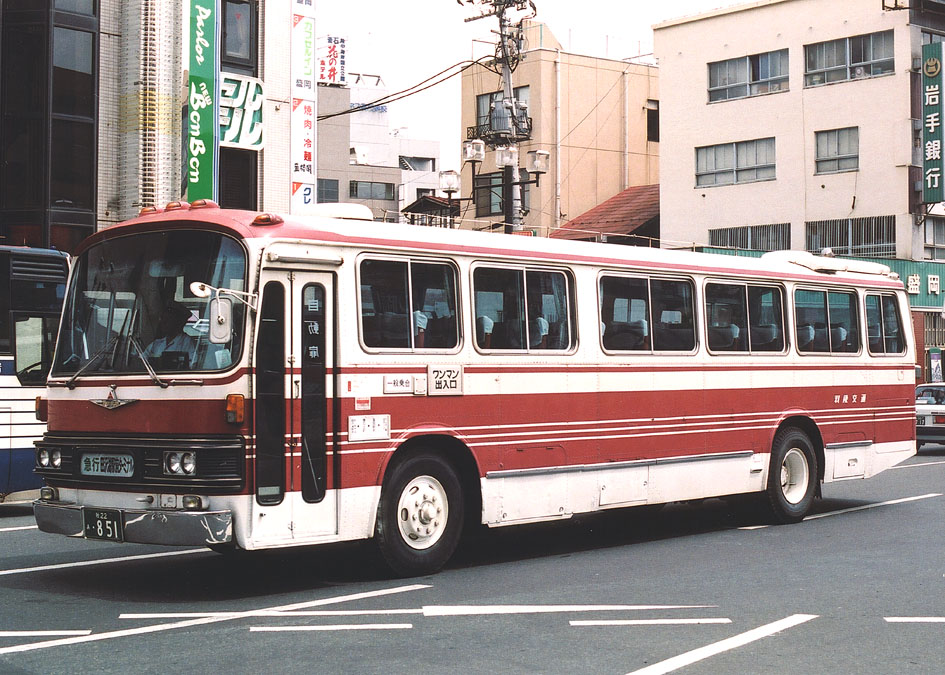
B909S와 같은 타입의 후기형 K11 스탠다드 데커 차체를 적용한 미쓰비시 후소의 버스
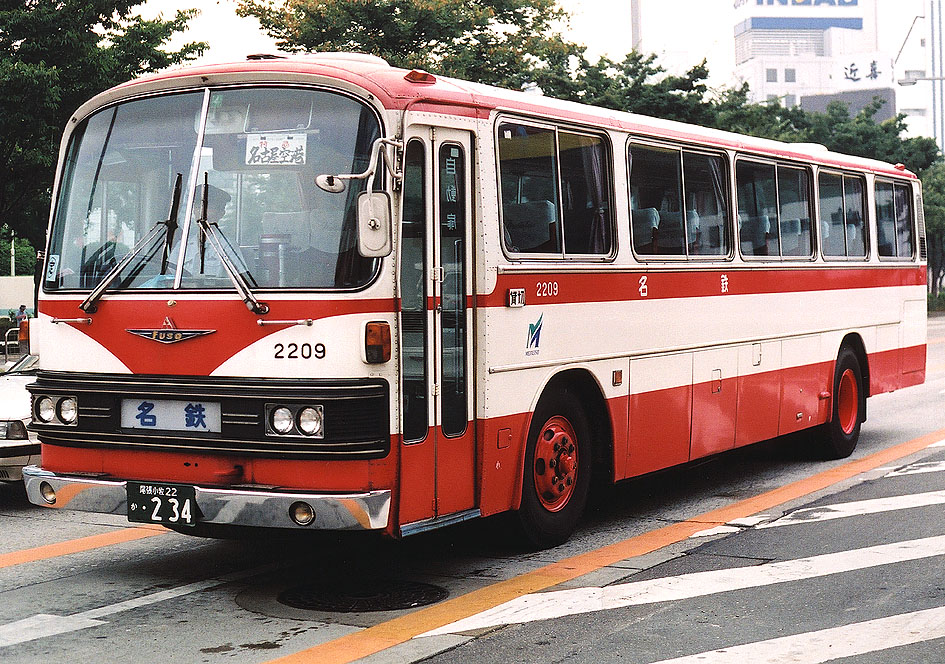
B909L 하급 모델과 유사한 B35 스탠다드 데커를 적용한 미쓰비시 후소의 버스